# Дим-Чай
Дим-Чай (тур. Dim Çayı) или Дим — река в Турции. Исток реки находится в иле Конья в горах Западного Тавра на высоте 1790 м над уровнем моря. Впадает река в Средиземное море на юго-восточной окраине города Аланья (ил Анталья). Общая протяжённость реки Дим-Чай около 60 км.
В 1996—2007 году на реке Дим-Чай была построена плотина Дим. Вода из водохранилища является главным источником пресной воды для города Аланья и используется для орошения площади около 5300 га. Номинальная площадь водохранилища — 5 км². Электростанция плотины Дим является главным источником энергоснабжения района Аланьи, вырабатывая в год 123 ГВт⋅ч электроэнергии.
В своём нижнем течении (ниже плотины Дим) река Дим-Чай является популярным местом отдыха жителей Аланьи и приезжих туристов. Прямо над руслом реки построено множество ресторанчиков и мест водных развлечений.

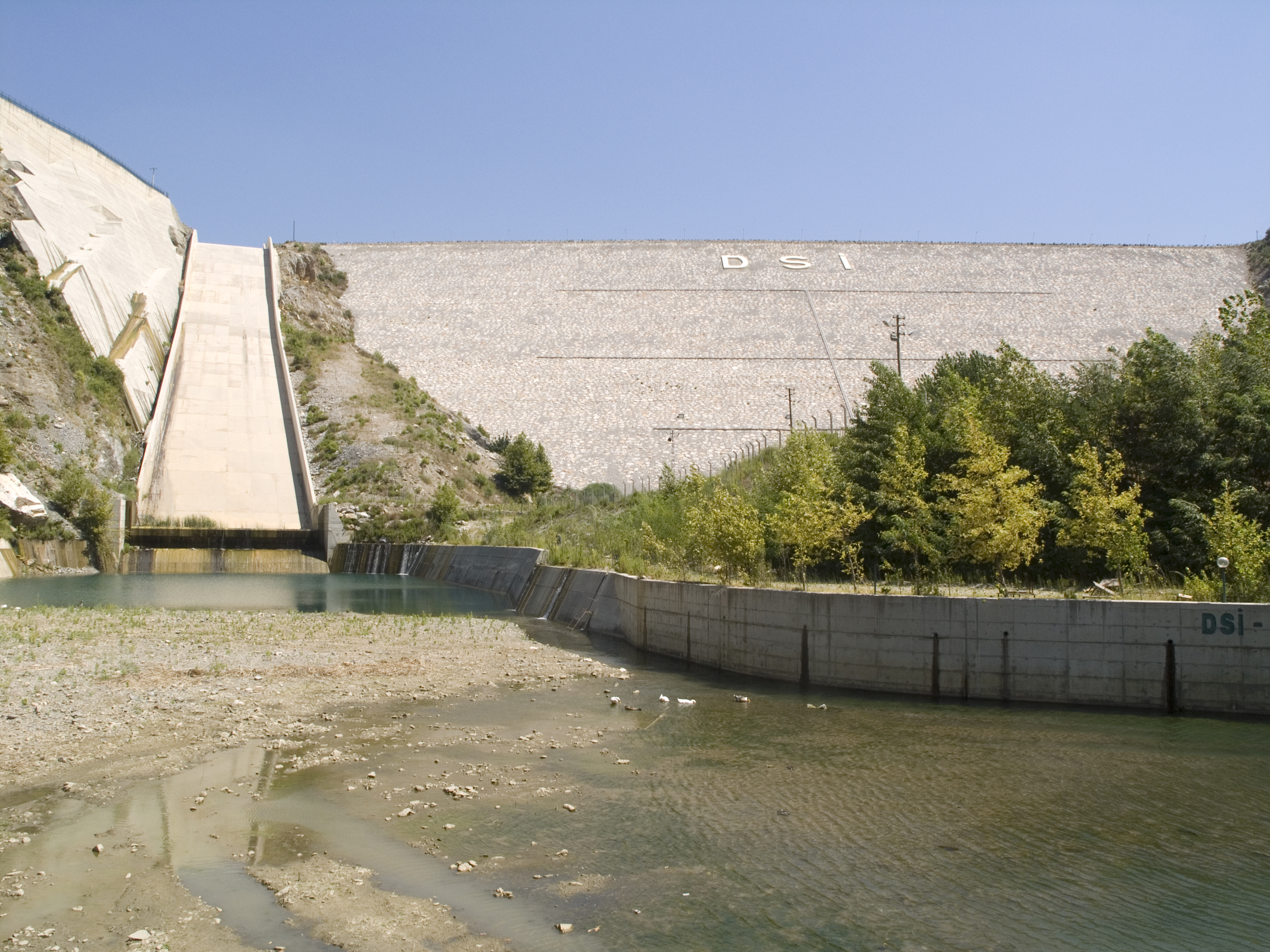
Плотина Дим

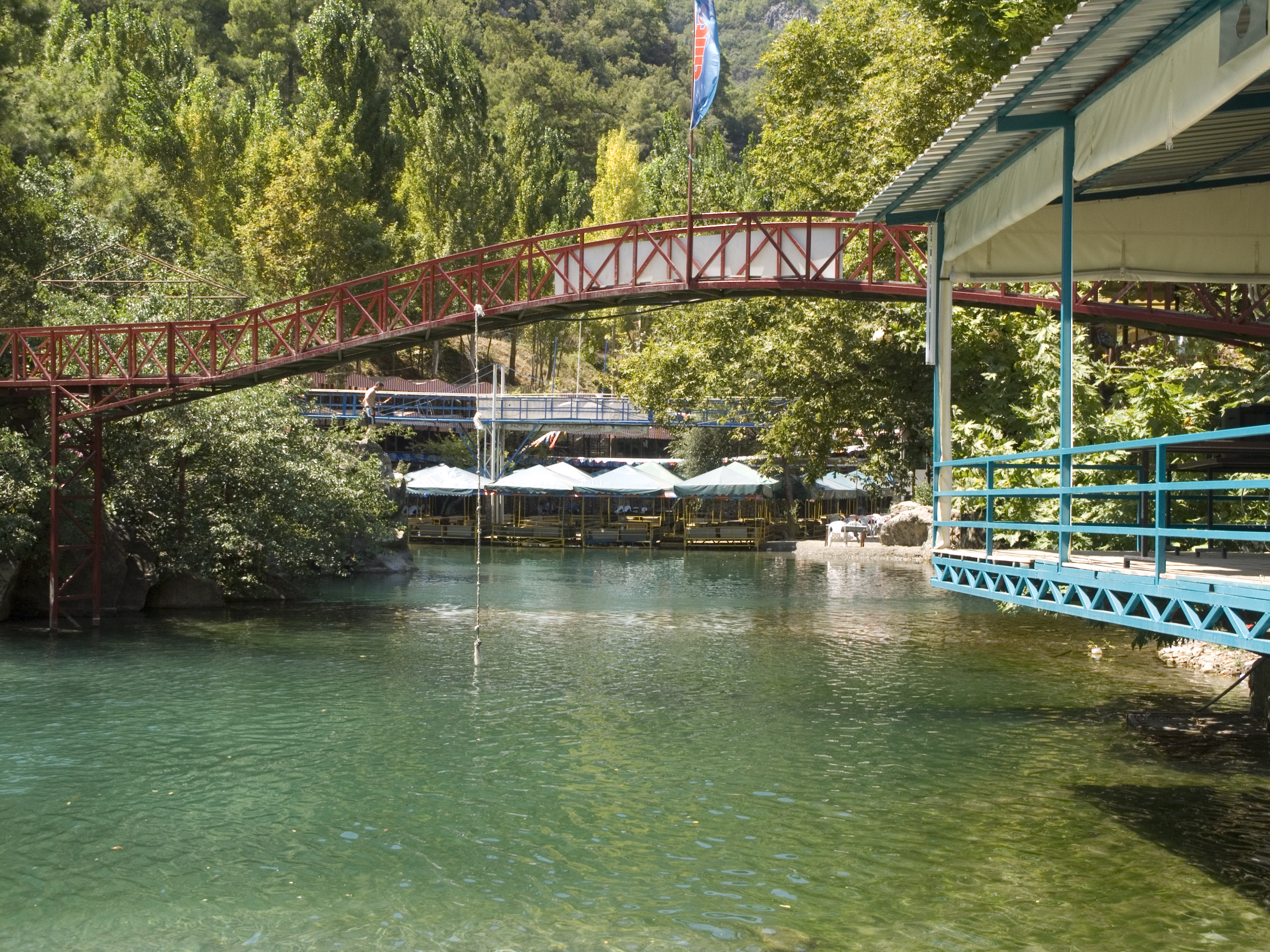
Один из ресторанов на реке Дим-Чай

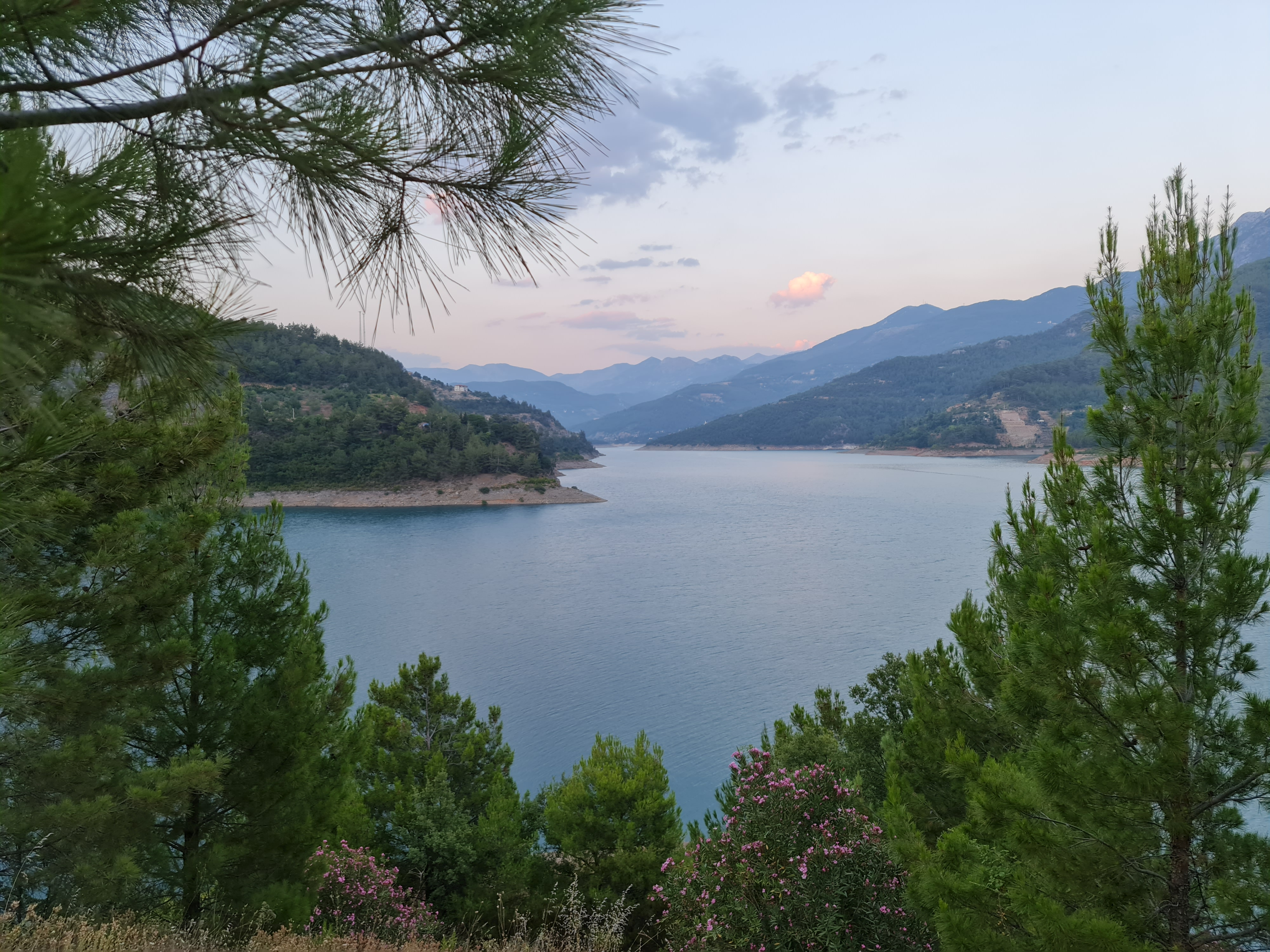
Вид с дамбы на водохранилище на реке Дим-Чай

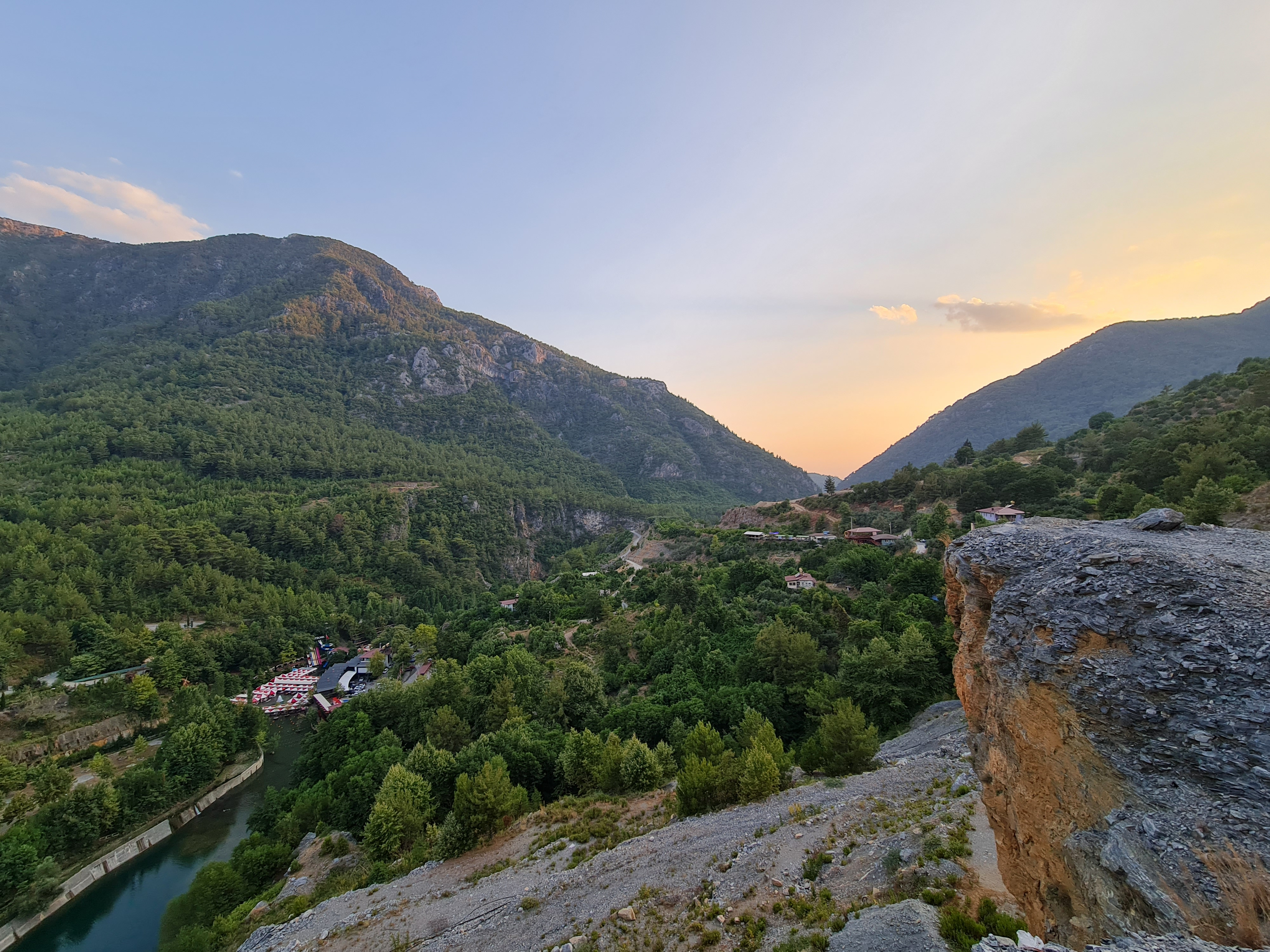
View of Dimchay below the dam